# Косовско-моравски говор
Косовско-моравският говор или косовско-ресавският говор, среща се и като косово-моравски говор или косово-ресавски говор, също и като левачки говор, е крайно западно наречие на българския език. Наречието е най-често определяно (класифицирано) като преходен говор между български и сръбски, но по своите основни и съществени характеристики от фонетично, морфологично, синтактично, суфиксично и словно естество (речников фонд), наречието е българско, и е част от българската езикова територия.
Косовско-моравският говор е част от т.нар. Балкански езиков съюз.

## Име
Името си наречието носи по географски причини – предава най-съществените топонимични характеристики на територията, която обема. Това е днешно Косово и река Морава, ведно с най-значимия десен приток на реката – Ресава, поради което понякога наречието е наричано също Косовско-ресавски говор. Чрез името си наречието се отграничава от призренско-тимошкия говор на юг и изток от него. Наречието е определяно и като Левачки говор, заради езиковия обхват на региона на Левач в северозападния край на долноморавската котловина в Поморавския окръг на днешна Сърбия.
След обявяване независимостта на Косово, наречието във връзка с географското си определяне, отново придобива регионално название моравски, ресавски или левачки говор. Географски, наречието заема и част от южен Банат – района на Бела църква, Вършац, Ковин, Панчево, но Павле Ивич отделя този „северен говор“ в отделно наречие, назовавано смедеревско-вършецки говори.

## Проучвания, граници, обхват
Говорната територия на наречието обхваща цялата територия на днешно Косово (с изключение на Северно Косово), както Поморавието и Подунавието от Източна Сърбия. По отношение на западната и северна граница на наречието има малки отлики у сръбските езиковеди, но те са несъществени. Западната и северната граница на наречието според Далибор Брозович, преминава на територията на днешна Сърбия западно от Ибър, след което се прехвърля по билото на Гледачките планини, като обхваща цялата долноморавската котловина покрай Белград с по-голямата част от територията на Южнобанатски окръг. Павле Ивич е на мнението на Далибор Брозович за западната и северна граница на наречието, но отделя областта около Белград и Банатската територия в отделно наречие – като обособен смедеревско-вършецки говор. Александър Белич слага западната граница на наречието по река Ибър, като изключва от говорното пространство на косовско-моравското наречие района на Белград и Банат. За сръбските езиковеди косовско-моравският говор е т.нар. старощокавски сръбски диалект, независимо от обстоятелството, че езиковата територия на наречието се намира южно от южното йекавско наречие (зетско-южносанджакски говор) и източно от източното екавско наречие (шумадийско-войводински говор) на сръбския език, и че логиката отрича преминаването на аналитичен в синтетичен говор (вярно е обратното: езиците се развиват от синтетични в аналитични чрез отпадане на падежните форми).
Първият български езиковед, който обстойно изследва косовско-моравското наречие, е Кръстьо Мисирков. Следствие от езиковедското проучване, излиза през 1898 година студията му озаглавена „Значението на моравското или ресавското наречие за съвременната и историческа етнография на Балканския полуостров“ . Преди Мисирковата студия излиза в Периодично списание изследване на косовско-моравския говор от Александър Теодоров-Балан, озаглавено „Западните български говори“ (през 1886 в кн. XIX – XX, стр. 146 – 213), а след това през 1905 и изследването от Стефан Младенов „За пограничните говори в Източна Сърбия“. Относно западната граница на наречието, българските езиковеди нямат различия със сръбските – Мисирков я слага по вододела между Сръбска Морава и Ибър и този между Колубара и Морава, а Младенов – на изток от Ибър и Колубара.
През 1918 година излиза и тематичната книга на Беньо Цонев, озаглавена „Произход, име и език на моравците“, в която той систематизира и обобщава проучванията си върху косовско-моравския говор след научната експедиция в Македония и Поморавието по време на участието на България в Първата световна война.

## Характеристика
Косовско-моравският говор притежава своя специфична особеност, която не се среща в българския и сръбски книжовен език. Това е сливането ъ и ь в един тъмен звук ъ.
Косовско-моравският говор се характеризира със следните особености (характерни и за призренско-тимошкия говор/и/):
1. разнебитено склонение
2. старинско ударение
3. липса на квинтет
4. отсъствие на инфинитив
5. отсъствие на стара сравнителна степен
6. старо междусъгласно краесрично л
7. по-честа употреба на определени глаголни форми.

### Съпоставка с книжовния български и сръбски език
Косовско-моравският говор притежава следните еминентни български свойства спрямо сръбския език:
1. няма стари падежи
2. дателен падеж се изказва посредством на
3. старо неопределително наклонение липсва
4. няма особена форма за сравнителна степен у прилагателните, а си служи с частицата по
5. ударението при изговора на думите пада върху последната сричка
6. среднословното и крайното л е запазено
7. липсва употреба на устно (лабиално) л, като устните съчетания се изговарят йотовано
8. словното богатство е от български произход, като и изговорът е български
9. употребата на член (постепенно отпада на северозапад)
10. изговорът на ъ и ь е тъмен, като на северозапад постепенно се изяснява в а.

Косово-моравският говор притежава и следните сръбски особености:
1. изговор на ѫ като у
2. родово различие в множествено число
3. изговор на личното местоимение га, вместо го
4. изговор на 1 лице, мн.ч. у глаголите мо, вместо ме.

Поради първата си и сръбска особеност, българската диалектология класифицира косовско-моравския като български у-говор.

### Самоопределяне
Самоопределянето на разговорния език като нашинско наречие (с изрази като: я ти вревим по нашински и он си говори по нашки), среща сериозна съпротива у официозната сръбска (преди югославска) държавна езикова политика. Тази констатация, характерна и за говора на гораните, кара сърбите да намират и наричат косово-моравския говор за селјачки, което е анахронизъм, тъй като езикът търпи развитие от синтетичност към аналитичност, а не обратното. Населението, което общува на косово-моравски говор, е известно като шопско и торлашко и няма общо според езиковедите и диалектолозите със старото моравско население, известно от българската история като моравско – по славянското племе моравяни или моравци. Това е така, защото по време на османското владичество земите по сегашното косовско-моравско наречие са разнебитени, а след Карпошовото и Чипровското въстание, на територията на говорния ареал на косовско-моравското наречие се заселват преселници от южните и източни български предели.
Поради у-говорния характер на наречието, самоопределянето в минало време на населението не е българи, а бугари, като народните умотворения и предания на това население са назовани в сръбските земи с етнонима „бугарщици“.

## Заключение
В тематичното си изследване (базирано основно върху проучванията от книгата на Александър Белич, озаглавена на сръбски „Дијалекти источне и јужне Србије“, Београд, 1905, издание на САНУ), Беньо Цонев намира на основата на богат фактологичен материал наречието за българско (теренни проучвания, както и стари ръкописи и надписи, пословици, поговорки, разкази, песни и други народни умотворения). Сравнителният езиков анализ, базиран върху трите фундаментални разлики между български и сръбски (фонетични, морфологични и синтактични), показва и отнася косовско-моравския говор към българския език. Цонев подчертава, че е невъзможно едно погранично наречие да не търпи влиянието на другия съседен език (особено и предвид родството на славянските езици), тъй като то чисто географски се намира до него, влизайки в общение с езика на съседния народ.
Това заключение за българския характер на косовско-моравския говор на Беньо Цонев се споделя и от Стефан Младенов. В излезлия през 1929 година капитален труд на видния езиковед „История на българския език“, косовско-моравският говор е посочен като неразделна част от българската езикова територия.
По идеологически причини през тоталитарния период в България, косовско-моравският говор се включва в категорията преходни говори, независимо от обстоятелството, че наречието не би имало как да не притежава някои особености, присъщи на сръбския език. Понастоящем косовско-моравският говор се е запазил относително обособен на територията на Република Сърбия, въпреки значителното влияние на официалния сръбски език в държавата. През 1993 година, в писмо до известния учен-славист от Бернския университет Роберт Ходел, сръбският писател Драгослав Михайлович обрисува съвременното състояние с отношение на официалните власти в Сърбия към косовско-моравското наречие:
| „      | „Венецът на Петрия“ е писан на диалект, който се говори в Централна Сърбия, наречен косовско-ресавски. Това е народен говор, който не представлява стандартния книжовен език, което означава, че от гледна точка на науката за езика е дисквалифициран като „неспособен“ за общуване и художествено изразяване (аз, разбира се, не мисля така). Също така се подразбира, че не е „измислен“ в писателската „лаборатория“, а съществува като сравнително оформен в езиковата практика. На него говореха всички мои близки в детството и първата ми младост, чак докато не напуснах родния си край, затова донякъде наистина може да се определи като език на моята баба, макар разбира се, в никакъв случай да не е само неин. | “ |
| [ 12 ] | |   |

## Историко-етнографско обобщение
Кръстьо Мисирков въз основа на лингвистичния анализ на езика и историческите данни, извежда следните обобщения:
1. съвременните сръбски славяни от моравско наречие са по-близки до българските славяни, отколкото до сърбо-хърватите;
2. прадедите на моравските славяни са били по-близки до ония славяни, от които по-после се образува българският народ;
3. средновековото славянско царство, основано от Неманя, и разширено от приемниците му, което е наричано сръбско, е било образувано от племена по-близки до ония славяни, от които бе образувано българското царство, отколкото до сърбо-хърватските племена;
4. в сръбското царство, сръбска е била само династията на Неманя *този извод не е верен – виж произход на Стефан Душан и Стефан Урош;

След обобщението Мисирков изразява надежда, че по-близкото запознаване с моравското наречие и сравнителното му изучаване с македонското и шопско наречие, ще доведат до най-верни понятия за съвременната и историческата етнография на славянския мир.